# Quarante-quatrième circonscription de la Seine
La Quarante-quatrième circonscription de la Seine est l'une des neuf circonscriptions législatives que compte le département français de la Seine, situé en région Île-de-France.

## Description géographique
La Quarante-quatrième circonscription de la Seine était composée de :
- canton de Pantin[2]

## Description historique et politique

### Historique des députations[3]
| Législature | Début de mandat | Fin de mandat  | Député      | Parti politique | Observations                                                                             |
| ----------- | --------------- | -------------- | ----------- | --------------- | ---------------------------------------------------------------------------------------- |
| Ire         | 9 décembre 1958 | 9 octobre 1962 | Jean Lolive | PCF             | Mandat écourté à la suite d'une dissolution parlementaire décidée par Charles de Gaulle. |
| IIe         | 6 décembre 1962 | 2 avril 1967   | Jean Lolive | PCF             |                                                                                          |

## Historique des élections

### Élections de 1958[3]
| Candidat       | Candidat         | Parti                     | Premier tour | Premier tour | Second tour | Second tour |  |
| Candidat       | Candidat         | Parti                     | Voix         | %            | Voix        | %           |  |
| -------------- | ---------------- | ------------------------- | ------------ | ------------ | ----------- | ----------- |  |
|                | Jean Lolive élu  | PCF                       | 20 034       | 38,38        | 22 221      | 43,41       |  |
|                | Jean Dides       | CNIP                      | 11 944       | 22,88        | 20 095      | 39,26       |  |
|                | Gérard Jaquet    | SFIO                      | 9 219        | 17,66        | 7 857       | 15,35       |  |
|                | Georges Rebattet | Divers                    | 7 017        | 13,44        | 1 014       | 1,98        |  |
|                | Serge Coche      | UFD                       | 1 630        | 3,12         |             |             |  |
|                | Roger André      | Divers droite (Gaulliste) | 1 305        | 2,5          |             |             |  |
|                | Henri Lacombe    | UFF                       | 1 046        | 2            |             |             |  |
|                |                  |                           |              |              |             |             |  |
| Inscrits       | Inscrits         | Inscrits                  | 66 948       | 100,00       | 66 929      | 100,00      |  |
| Abstentions    | Abstentions      | Abstentions               | 13 271       | 19,82        | 14 663      | 21,91       |  |
| Votants        | Votants          | Votants                   | 53 677       | 80,18        | 52 266      | 78,09       |  |
| Blancs et nuls | Blancs et nuls   | Blancs et nuls            | 1 482        | 2,76         | 1 079       | 2,06        |  |
| Exprimés       | Exprimés         | Exprimés                  | 52 195       | 97,24        | 51 187      | 97,94       |  |

La suppléante de Jean Lolive était Jacqueline Chonavel.

### Élections de 1962[3]
| Candidat       | Candidat                  | Parti          | Premier tour | Premier tour | Second tour | Second tour |  |
| Candidat       | Candidat                  | Parti          | Voix         | %            | Voix        | %           |  |
| -------------- | ------------------------- | -------------- | ------------ | ------------ | ----------- | ----------- |  |
|                | Jean Lolive sortant réélu | PCF            | 22 050       | 48,03        | 26 055      | 56,93       |  |
|                | Maurice Bellot            | UNR-UDT        | 16 137       | 35,15        | 19 715      | 43,07       |  |
|                | Gérard Jaquet             | SFIO           | 7 725        | 16,83        | Retrait     | Retrait     |  |
|                |                           |                |              |              |             |             |  |
| Inscrits       | Inscrits                  | Inscrits       | 66 068       | 100,00       | 66 069      | 100,00      |  |
| Abstentions    | Abstentions               | Abstentions    | 18 978       | 28,72        | 18 281      | 27,67       |  |
| Votants        | Votants                   | Votants        | 47 090       | 71,28        | 47 788      | 72,33       |  |
| Blancs et nuls | Blancs et nuls            | Blancs et nuls | 1 178        | 2,5          | 2 018       | 4,22        |  |
| Exprimés       | Exprimés                  | Exprimés       | 45 912       | 97,5         | 45 770      | 95,78       |  |

La suppléante de Jean Lolive était Jacqueline Chonavel.